# Westfalenpokal 2012/13
Der Westfalenpokal 2012/13 (offiziell Krombacher-Westfalenpokal 2012/13) war die 32. Austragung des Fußballpokalwettbewerbs der Herren für den Bereich des Fußball- und Leichtathletikverband Westfalen. Am Wettbewerb nahmen insgesamt 64 Vereine teil. Sieger des Turniers wurde der Titelverteidiger Arminia Bielefeld.
Da der Landesverband als einer der größten zwei Startplätze für den DFB-Pokal erhielt, qualifizierten sich beide Finalisten für den DFB-Pokal 2013/14. Pokalsieger Arminia Bielefeld und der Halbfinalist Preußen Münster konnten sich bereits über ihre Platzierung in der 3. Liga qualifizieren, so dass sich neben dem Finalisten SC Wiedenbrück auch der Halbfinalist SV Lippstadt 08 für den DFB-Pokal qualifizierte.

## Qualifikation
Die Drittligisten Arminia Bielefeld und Preußen und die Regionalligisten der Vorjahressaison, SC Verl, Sportfreunde Lotte und SC Wiedenbrück waren direkt qualifiziert. Die übrigen Plätze wurden über die Kreispokalwettbewerbe vergeben.

## 1. Runde
| Datum      |                           | Ergebnis  |                       |
| ---------- | ------------------------- | --------- | --------------------- |
| 08.08.2012 | SpVg Brakel               | 0:4       | Rot-Weiß Hünsborn     |
| 10.08.2012 | Rot-Weiß Erlinghausen     | 0:1       | SV Lippstadt 08       |
| 12.08.2012 | Preußen Lengerich         | 0:8       | SG Wattenscheid 09    |
| 12.08.2012 | FC Nordkirchen            | 1:3       | Lüner SV              |
| 12.08.2012 | SV Hilbeck                | 3:0       | SpVg Beckum           |
| 12.08.2012 | TuS Sinsen                | 3:2 n. V. | TuS Eving-Lindenhorst |
| 12.08.2012 | YEG Hassel                | 3:4 n V.  | Eintracht Rheine      |
| 12.08.2012 | VfK Weddinghofen          | 0:9       | DSC Wanne-Eickel      |
| 12.08.2012 | FC Brünninghausen         | 3:0       | SV Schermbeck         |
| 12.08.2012 | SV Zweckel                | 3:1 n. V. | TuS Heven             |
| 12.08.2012 | TuS Wengern               | 0:6       | 1. FC Gievenbeck      |
| 12.08.2012 | SC Hennen                 | 0:1       | SpVgg Vreden          |
| 12.08.2012 | Fortuna Herne             | 0:2       | BV Brambauer          |
| 12.08.2012 | FSV Gevelsberg            | 2:4 n. V. | TSG Dülmen            |
| 12.08.2012 | SpVg Hagen                | 1:3       | FSV Werdohl           |
| 12.08.2012 | FC Arpe-Wormbach          | 0:2       | Rot-Weiß Maaslingen   |
| 12.08.2012 | TuS Warstein              | 0:3       | TuS Erndtebrück       |
| 12.08.2012 | SV Höxter                 | 0:2       | Delbrücker SC         |
| 12.08.2012 | Germania Salchendorf      | 5:2       | Preußen Espelkamp     |
| 12.08.2012 | TuS Leopoldshöhe          | 1:6       | SV Rödinghausen       |
| 12.08.2012 | SV Spexard                | 0:5       | FC Gütersloh          |
| 12.08.2012 | TuS Müschede              | 0:8       | SC Bad Salzuflen      |
| 12.08.2012 | SV Upsprunge              | 0:7       | TuS Dornberg          |
| 12.08.2012 | FC Lennestadt             | 5:1       | SV Dringenberg        |
| 12.08.2012 | VfL Holsen                | 1:3       | VfB Fichte Bielefeld  |
| 15.08.2012 | SV Heide Paderborn        | 2:6       | Sportfreunde Siegen   |
| 21.08.2012 | VfB Günnigfeld            | 0:8       | Sportfreunde Lotte    |
| 21.08.2012 | Eintracht Jerxen-Orbke    | 0:5       | SC Wiedenbrück        |
| 22.08.2012 | TuS Petershagen-Ovenstädt | 0:7       | Arminia Bielefeld     |
| 29.08.2012 | TuS Horn-Bad Meinberg     | 1:6       | SC Verl               |
| 04.09.2012 | TuS Hiltrup               | 0:5       | Preußen Münster       |
| 05.09.2012 | SSV Mühlhausen            | 1:2       | VfB Hüls              |

## 2. Runde
| Datum      |                      | Ergebnis  |                     |
| ---------- | -------------------- | --------- | ------------------- |
| 04.09.2013 | SC Bad Salzuflen     | 6:5 n. E. | Delbrücker SC       |
| 11.09.2013 | Lüner SV             | 0:7       | FC Brünninghausen   |
| 12.09.2013 | SV Hilbeck           | 3:4       | SV Zweckel          |
| 12.09.2013 | Eintracht Rheine     | 4:1       | VfB Hüls            |
| 12.09.2013 | BV Brambauer         | 1:3       | SG Wattenscheid 09  |
| 12.09.2013 | TSG Dülmen           | 0:2       | SpVgg Vreden        |
| 12.09.2013 | FSV Werdohl          | 0:1 n. V. | Sportfreunde Lotte  |
| 12.09.2013 | Rot-Weiß Maaslingen  | 3:2       | SV Rödinghausen     |
| 12.09.2013 | TuS Erndtebrück      | 2:1       | Sportfreunde Siegen |
| 12.09.2013 | Germania Salchendorf | 1:5       | SV Lippstadt 08     |
| 12.09.2013 | FC Gütersloh         | 1:3 n. V. | Arminia Bielefeld   |
| 12.09.2013 | TuS Dornberg         | 1:0       | SC Verl             |
| 12.09.2013 | FC Lennestadt        | 0:1       | SC Wiedenbrück      |
| 12.09.2013 | VfB Fichte Bielefeld | 1:3       | Rot-Weiß Hünsborn   |
| 12.09.2013 | TuS Sinsen           | 1:2       | 1. FC Gievenbeck    |
| 12.09.2013 | DSC Wanne-Eickel     | 1:2       | Preußen Münster     |

## Achtelfinale
| Datum      |                    | Ergebnis  |                     |
| ---------- | ------------------ | --------- | ------------------- |
| 31.10.2012 | Sportfreunde Lotte | 6:0       | SV Zweckel          |
| 14.11.2012 | Arminia Bielefeld  | 2:1       | SG Wattenscheid 09  |
| 20.11.2012 | Preußen Münster    | 8:0       | FC Brünninghausen   |
| 24.11.2012 | SpVgg Vreden       | 0:2 n. V. | FC Eintracht Rheine |
| 24.11.2012 | TuS Erndtebrück    | 2:3 n. V. | RW Maaslingen       |
| 24.11.2012 | TuS Dornberg       | 6:1       | SC Bad Salzuflen    |
| 24.11.2012 | RW Hünsborn        | 0:1 n. V. | SV Lippstadt 08     |
| 13.02.2013 | SC Wiedenbrück     | 6:3 n. E. | 1. FC Gievenbeck    |

## Viertelfinale
| Datum      |                    | Ergebnis |                     |
| ---------- | ------------------ | -------- | ------------------- |
| 09.02.2013 | SV Lippstadt 08    | 3:1      | TuS Dornberg        |
| 03.04.2013 | SC Wiedenbrück     | 3:2      | FC Eintracht Rheine |
| 09.04.2013 | Sportfreunde Lotte | 0:3      | Preußen Münster     |
| 10.04.2013 | RW Maaslingen      | 0:6      | Arminia Bielefeld   |

## Halbfinale
| Datum      |                 | Ergebnis |                   |
| ---------- | --------------- | -------- | ----------------- |
| 30.04.2013 | SV Lippstadt 08 | 2:4      | Arminia Bielefeld |
| 14.05.2013 | SC Wiedenbrück  | 2:1      | Preußen Münster   |

## Finale
| SC Wiedenbrück                            | SC Wiedenbrück | Arminia Bielefeld | Arminia Bielefeld |
| ----------------------------------------- | --- | --- | ----------------- |
| SC Wiedenbrück                            | \| 9. Juli 2013 in Wiedenbrück (Jahnstadion) \| \| Ergebnis: 1:3 (0:1) \| \| Zuschauer: 2.500 \| | \| 9. Juli 2013 in Wiedenbrück (Jahnstadion) \| \| Ergebnis: 1:3 (0:1) \| \| Zuschauer: 2.500 \| | Arminia Bielefeld |
| SC Wiedenbrück                            | Alexander Hahnemann – Jeffrey Volkmer, David Czyszczon, Bernd-Sebastian Sumelka (88. Cihad Kücükyagci), Mariusz Rogowski (84. Mitja Schierbaum) – Soner Dayangan (46. Tim Knetsch), Oliver Zech (71. Frank Patrick Njambe), Nick Brisevac, Saban Kaptan (65. Dominik Jansen), Stefan Langemann – Marwin Studtrucker (88. Julian Stiens) Cheftrainer: Theo Schneider | Stefan Ortega Moreno – Jonas Strifler, Felix Burmeister, Manuel Hornig (82. Jerome Propheter), Marc Lorenz – Sebastian Hille (70. Erdogan Yesilyurt), Jan Fießer, Tim Jerat (82. Patrick Mainka), Oliver Petersch (46. Stephan Salger) – Fabian Klos (62. Sebastian Glasner), Francky Sembolo (46. Philipp Riese) Cheftrainer: Stefan Krämer | Arminia Bielefeld |
| SC Wiedenbrück                            | 1:2 Stefan Langemann (54.) | 0:1 Fabian Klos (19.) 0:2 Sebastian Hille (49.) 1:3 Erdogan Yesilyurt (80.) | Arminia Bielefeld |
| 9. Juli 2013 in Wiedenbrück (Jahnstadion) | | |                   |
| Ergebnis: 1:3 (0:1)                       | | |                   |
| Zuschauer: 2.500                          | | |                   |